# Абов Юрій Георгійович
Юрій Георгійович Абов (рос. Юрий Георгиевич Абов, 7 листопада 1922, Туапсе — 28 лютого 2021) —російський фізик. Доктор фізико-математичних наук, професор, член-кореспондент РАН (1991; член-кореспондент АН СРСР з 1987).

## Біографія
У 1947 році закінчив фізичний факультет Московського державного університету. Основними сферами наукової діяльності були фундаментальні ядерно-фізичні дослідження в області малих енергій, бета-ЯМР-спектроскопія. Відомий як відкривач слабкої взаємодії нуклонів в ядрах.
Був керівником Інституту теоретичної та експериментальної фізики АН. Також був головним редактором наукового журналу «Ядерна фізика».